# محوطه زیارتگاه اجاق گوجا بابا
محوطه زیارتگاه اجاق گوجا بابا مربوط به سده‌های میانه دوران‌های تاریخی پس از اسلام است و در شهرستان ملکان، بخش مرکزی، دهستان گاو دول غربی، روستای ملا سراب واقع شده و این اثر در تاریخ ۲۷ بهمن ۱۳۸۷ با شمارهٔ ثبت ۲۴۷۶۸ به‌عنوان یکی از آثار ملی ایران به ثبت رسیده است.